# Dealu Bajului
Dealu Bajului falu Romániában, Erdélyben, Fehér megyében.

## Fekvése
Lepus közelében fekvő település.

## Története
Dealu Bajului korábban Lepus része volt. 1956 körül vált külön 281 lakossal. 1966-ban 299, 1977-ben 258, 2002-ben 169 román lakosa volt.